# Системы шифрования NSA
Сформированное в 1952 году Агентство национальной безопасности(NSA) взяло на себя ответственность за все системы шифрования правительства США.  Технические детали большинства систем, одобренных АНБ, всё ещё засекречены. Однако стало намного больше известно о ранних системах, а самые современные системы (некоторые их функции) были внедрены в коммерческие продукты.

## Поколения систем шифрования АНБ
Системы шифрования, разработанных АНБ за полвека работы, могут быть сгруппированы в пять поколений (десятилетия указаны приблизительно): 

### Первое поколение: электромеханическое

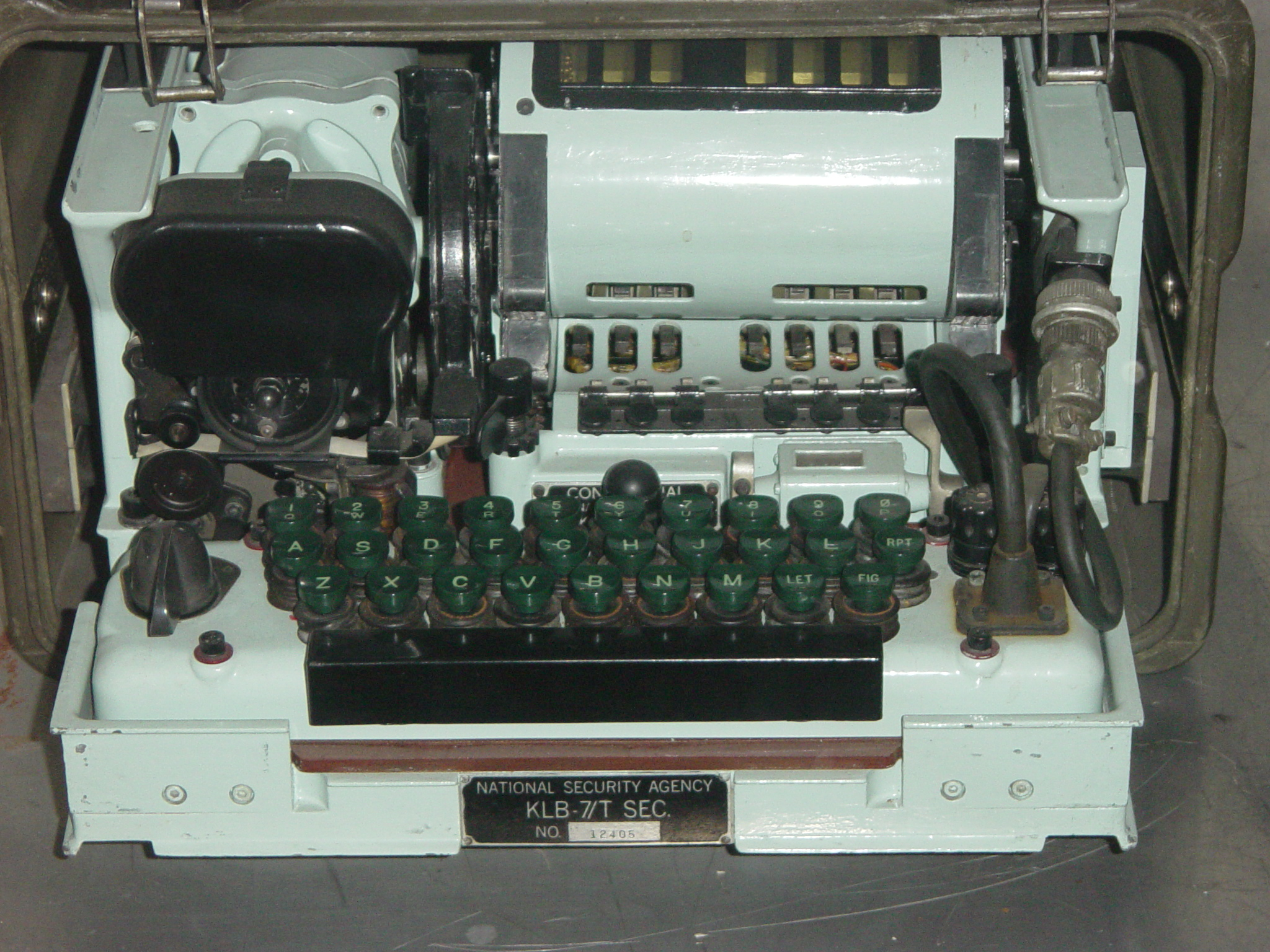
KL-7 в музее АНБ.

Системы АНБ первого поколения были представлены в 1950-х и были основаны на предыдущих наработках АНБ времён Второй мировой войны и роторных машинах, полученных из конструкции SIGABA для наиболее высокого уровня шифрования; например, KL-7 . Распределение ключей являлось распределение бумажных списков ключей, описывающих расположение ротора, изменяющееся каждый день (криптопериод) в полночь, GMT. Наибольшее количество трафика передавалось посредством одноразовой ленточной системы, включая британскую 5-UCO, которой требовалось огромное количество перфоленты.

### Второе поколение: вакуумные лампы

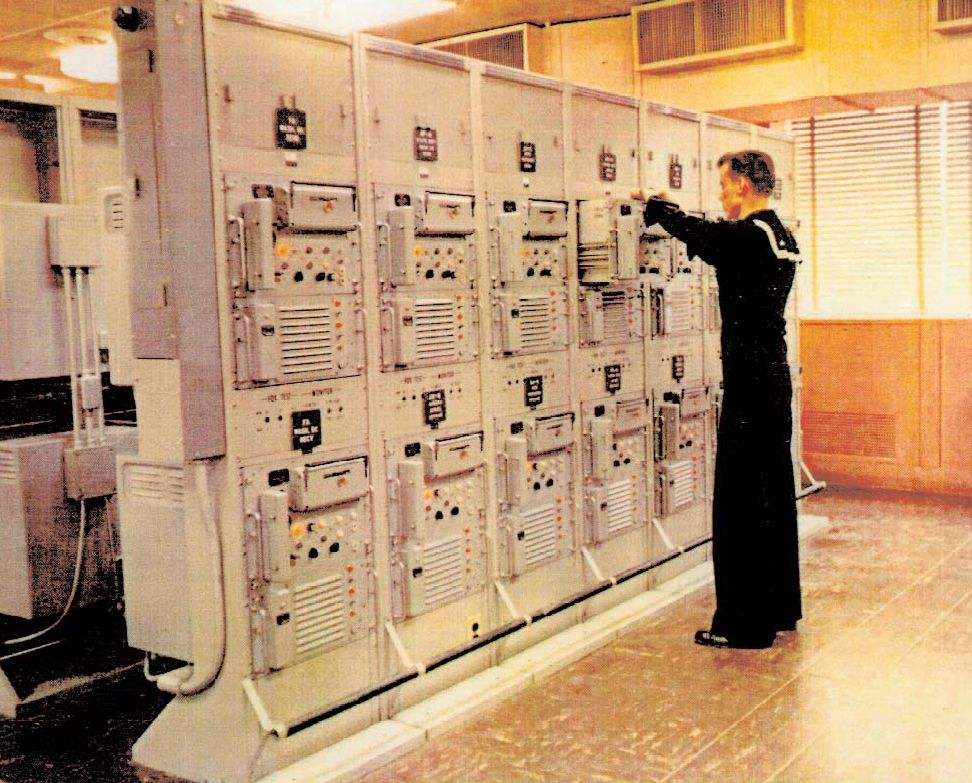
Массив KW-26 системы шифрования.

Все электронные проекты систем второго поколения (1970-е) были на основе логики преобразователя и вакуумных ламп. Алгоритмы основываются на линейных сдвиговых регистрах обратной связи, возможно, с некоторыми нелинейными элементами, добавленными, чтобы сделать их более тяжёлыми для криптоанализа. Ключи загружались с помощью помещения перфокарты в запертое устройство чтения на передней панели. Криптопериод был всё ещё один день. Эти системы были представлены в конце 1960-х и оставались в использовании до середины 1980-х. Они требовали большого ухода и обслуживания, но не были уязвимы для EMP. Открытие агентурной сети Walker обеспечило импульс для их устаревания, наряду с остальными системами первого поколения.

### Третье поколение: интегральные схемы

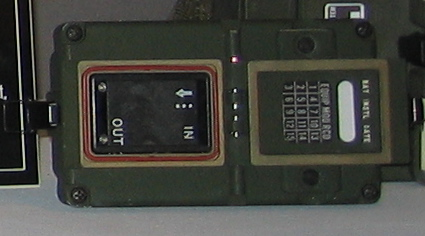
KOI-18 устройство полевого чтения перфоленты.

Системы третьего поколения (1980-е) были транзисторными и на основе интегральных схем и использовали более совершенные алгоритмы. Они были компактнее и надежнее. Техобслуживание в полевых условиях часто ограничивалось выполнением диагностики и заменой полностью нерабочей части устройства запчастью, а повреждённое оборудование отправлялось назад для восстановления. Ключи загружались через соединитель на передней панели. АНБ приняла тот же тип соединителя, который вооруженные силы использовали для полевых радио-гарнитур в качестве загрузочного соединителя. Ключи первоначально распределялись как полосы перфоленты, которые могли быть извлечены из карманного ридера (KOI-18), соединенного с загрузочным портом. Также использовались другие переносимые электронные устройства загрузки (KYK-13, и т.д.).

### Четвёртое поколение: электронное распределение ключей

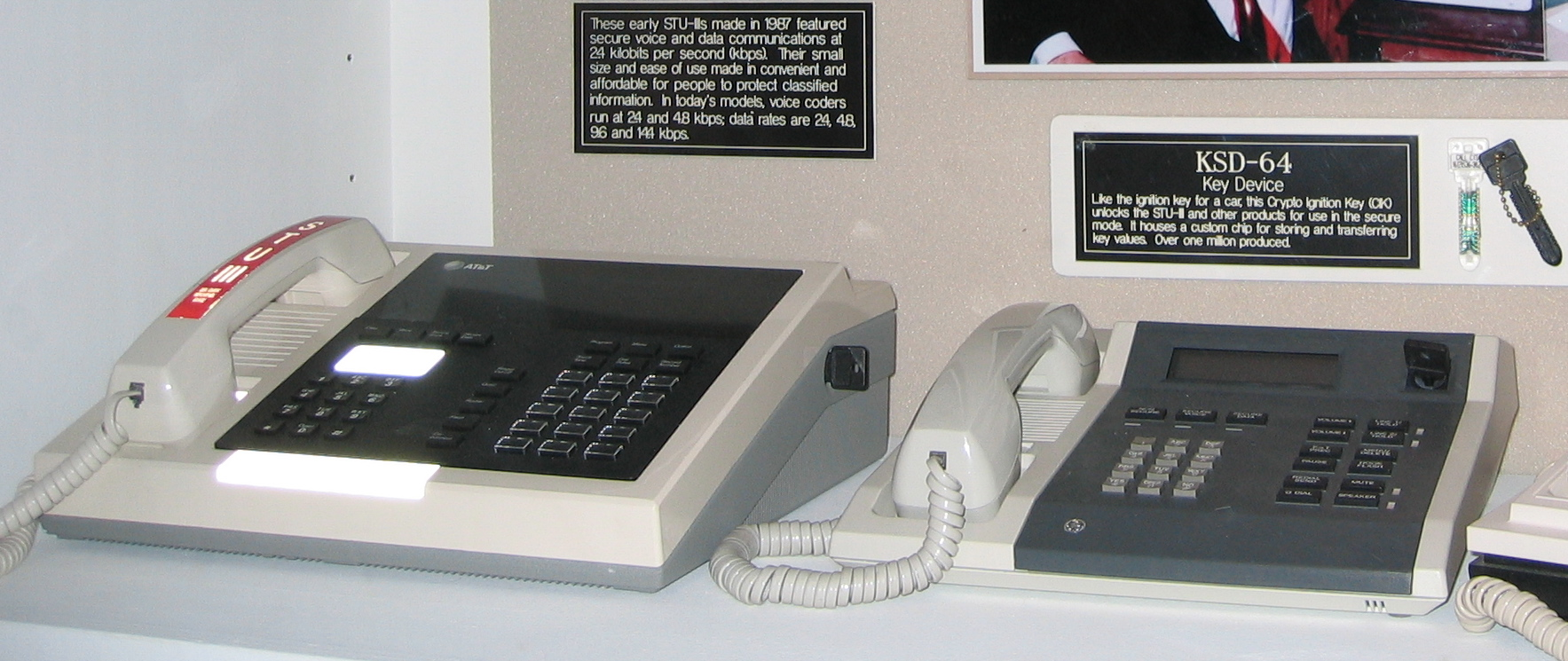
STU-III телефон со сгорающим криптоключём.

Системы четвертого поколения (1990-е) используют больше коммерческих устройств и электронное распределение ключей. Технология интегральной схемы позволила обратную совместимость с системами третьего поколения. Были представлены токены безопасности, такие как crypto ignition key(CIK) KSD-64. Позже карта Fortezza, первоначально представленная как часть спорного предложения по чипу Clipper, использовалась как токен. Криптопериоды были намного длиннее, по крайней мере, насколько это нужно было пользователю. Пользователи безопасных телефонов таких как STU-III должны вызвать специальный телефонный номер только один раз в год, чтобы обновить их шифрование. Методы с открытым ключом (Firefly) были представлены для управления электронным ключом (EKMS). Ключи могли теперь быть сгенерированы отдельными командами вместо того, чтобы прибывать из АНБ курьером. Обычное карманное устройство загрузки (AN/CYZ-10) было представлено для заменены изобилия загрузочных устройств, включающих в себя много систем третьего поколения, которые всё ещё широко использовались. Поддержка шифрования была предоставлена для коммерческих стандартов, таких как Ethernet, IP (первоначально разработанный ARPA DOD'ом), и оптоволоконного мультиплексирования. Засекреченные сети, такие как SIPRNET (Secret Internet Protocol Router Network) и JWICS (Joint Worldwide Intelligence Communications System), были созданы, используя коммерческую Интернет-технологию с безопасными коммуникационными каналами между "анклавами", где и обрабатывались секретные данные. Нужно было соблюдать осторожность, чтобы гарантировать отсутствие небезопасных соединений между засекреченными сетями и общедоступным Интернетом.

### Пятое поколение: сетевые системы

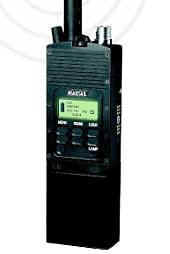
Карманные радио на основе микропроцессора такие, как AN/PRC-148 имеют составные методы шифрования.

В двадцать первом веке передача все больше и больше основана на компьютерных сетях. Шифрование - всего один аспект защиты уязвимой информации в таких системах. Роль АНБ должна будет всё больше и больше заключаться в направлении коммерческих фирм, разрабатывающих системы для правительственного использования. Решения HAIPE - примеры этого типа продукта (например, KG-245A  (недоступная ссылка) и KG-250 ). Другие агентства, особенно NIST, взяли на себя роль поддержки безопасности для коммерческих и уязвимых, но не секретных приложений. Сертификация АНБ о несекретном выбранном из NIST алгоритме AES для секретного использования для "систем утверждённых АНБ" предполагает, что в будущем АНБ может использовать больше незасекреченных алгоритмов. KG-245A и KG-250 используют и секретные и несекретные алгоритмы. The NSA Information Assurance Directorate через Департамент Безопасности реализует Cryptographic Modernization Program для преобразования и модернизации информационных возможностей в 21-м веке. В него входит три фазы:
- Замена - Все опасные устройства будут заменены.
- Модернизация - Интеграция модульных программируемых/встроенных крипторешения.
- Преобразование - Осуществить совместимость с требованиями о глобализации информации Grid/NetCentric.

АНБ помогла разработать несколько главных стандартов для безопасной передачи: Future Narrow Band Digital Terminal (FNBDT) для передач речи, High Assurance Internet Protocol Interoperability Encryption - Interoperability Specification совместимости (HAIPE) для компьютерных сетей и Suite B алгоритмы шифрования.

## Шифрование АНБ по типам применения
Большое количество систем шифрования, которые разработала АНБ, может быть сгруппировано по применению:

### Шифрование написанного текста
Во время Второй мировой войны написанные сообщения были зашифрованы строкой на специальных и сверх секретных роторных машинах и затем передавались в пятибуквенные кодовые группы, использующих азбуку Морзе или схемы телетайпа для дешифрования оффлайн подобными машинами на другом конце. 
KW-26 ROMULUS был широко использующейся системой шифрования второго поколения, которая могла быть вставлена в схемы телетайпа, таким образом, трафик был зашифрован и дешифрован автоматически. Эта система использовала электронные сдвиговые регистры вместо роторов, что стало очень популярным (для COMSEC устройства её эры) с более чем 14,000 произведённых модулей. Она была заменена в 1980-х более компактным KG-84, который затем был заменен на KG-84-совместимый KIV-7.

### Стратегические силы
АНБ несет ответственность за защиту систем командования и управления ядерными силами. Серии KG-3X используется в минимальной основной сети связи по чрезвычайным ситуациям(MEECN) правительства США, а Fixed Submarine Broadcast System используется для передачи сообщений в чрезвычайных ситуациях для ядерного и национального командования и контроля стратегических сил США. Военно-морской флот заменяет KG-38, используемый в атомных подводных лодках, модулями схемы KOV-17, включенными в новые широкочастотные ресиверы, на основе коммерческой конструкции VME. В 2004 американские Военно-воздушные силы заключали контракты для начала системной разработки и демонстрационной (SDD) фазы программы для обновления этих устаревших систем генерации, используемых в воздухоплавании.

### Интернет
АНБ одобрил ряд устройств для обеспечения связи посредством Интернет-протокола. В них использовался для защиты Secret Internet Protocol Router Network (SIPRNet) в числе других средств.
Первым коммерческим устройством шифрования сетевого уровня был Motorola Network Encryption System (NES). Система использовала SP3 и протоколы KMP, определенные АНБ Secure Data Network System (SDNS), и была прямыми предшественниками IPsec. В NES была использована архитектура, состоящая из трёх частей, которая использовала небольшое криптографическое ядро безопасности для разделения доверенных и недоверенных стеков сетевого протокола.

Программа SDNS определила Message Security Protocol (MSP), который был построен при использовании X.509 сертификатов. Первые аппаратные средства АНБ, созданные для этого приложения, были BBN Safekeeper. Message Security Protocol было предшественником протокола IETF Privacy Enhance Mail (PEM). BBN Safekeeper обеспечил высокую степень защиты от вмешательства и был одним из первых устройств, используемым коммерческими PKI компаниями.

### Полевая аутентификация

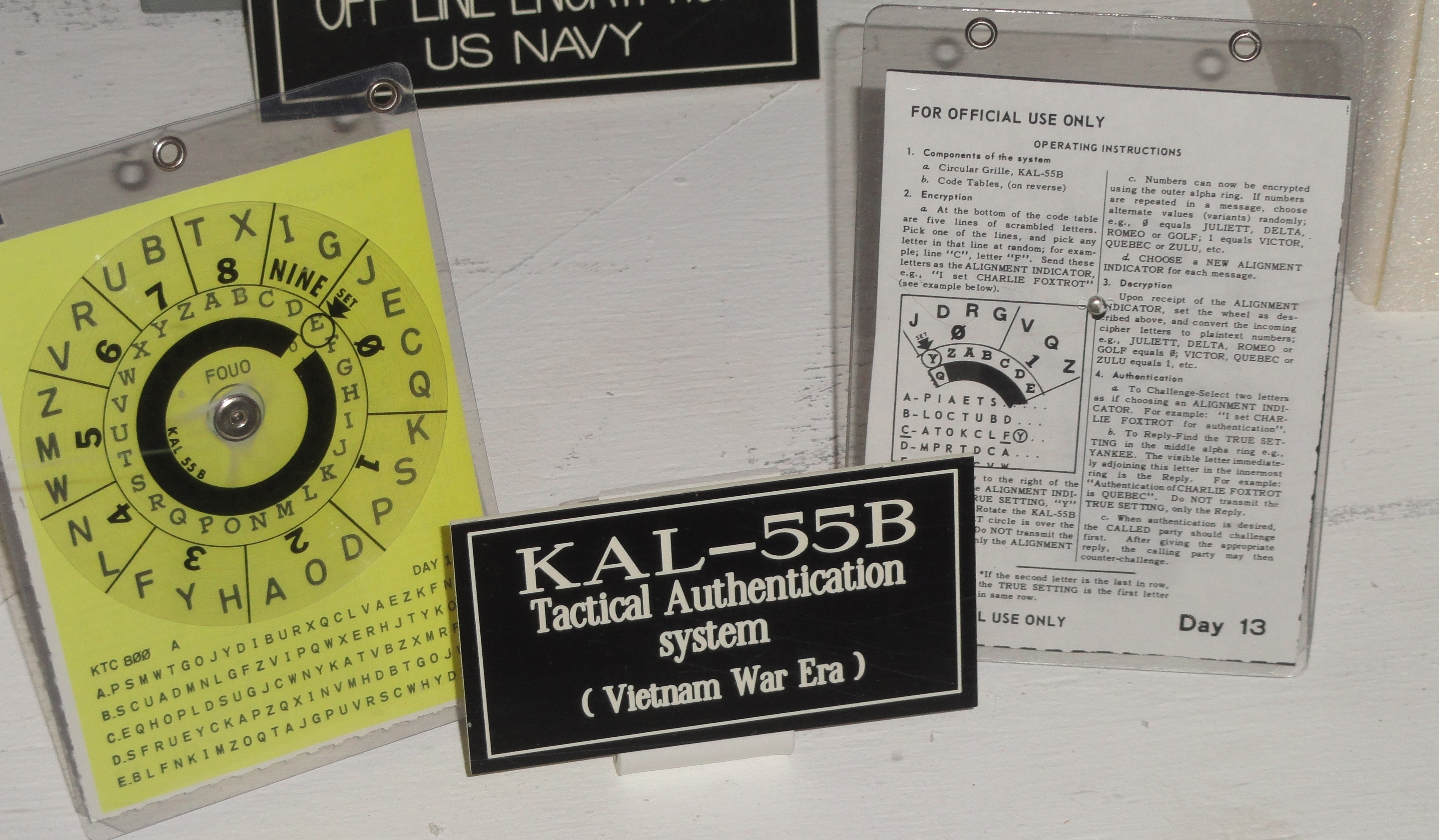
NSA KAL-55B Tactical Аутентификационная система, использовавшаяся во время войны во Вьетнаме. - Национальный музей криптографии

АНБ всё ещё поддерживает простые бумажные системы шифрования и системы аутентификации для полевого использования, такие как DRYAD.

### Открытые системы
АНБ участвовала в разработке нескольких систем шифрования для общедоступного использования. А именно:
- Suite B[англ.] - алгоритм с набором стандартов для открытого ключа на основе шифрования в эллиптических кривых.
- Advanced Encryption Standard(AES) - алгоритм шифрования, выбранный NIST после проведённого соревнования. В 2003 АНБ сертифицировала AES для использования Type 1[англ.] в некоторых утвержденных АНБ системах.[20]
- Secure Hash Algorithm - семейство хеш-алгоритмов разработанное АНБ.
- Digital Signature Algorithm
- Data Encryption Standard (DES) [21]
- Skipjack - шифр, разработанный для Clipper чипа и опубликованный в 1998.[22]
- Clipper chip - встраиваемая микросхема, по задумке АНБ эта технология должна была решить проблему, связанные с планированием и ведением незаконной деятельности.[23]
- Security-Enhanced Linux - необходимость улучшения операционной системы не менее важны для информационной безопасности, чем улучшения шифров.[24]
- The Speck and Simon light - весовые Блочные шифры, опубликованные в 2013.[25]